# Pixota blanca
La pixota blanca, la pixota, el pamfont o el metge (Ophidion barbatum) és una espècie de peix marí de la família Ophidiidae distribuït per la costa est de l'oceà Atlàntic, des del sud d'Anglaterra fins al Senegal, a més de pel nord del mar Mediterrani.